# Einar Askestad
Einar Askestad, född 22 mars 1964 i Kalix, är en svensk författare. På fädernet norrman, på mödernet österrikisk-ungersk. Askestad är uppvuxen i Portugal, Spanien, Österrike och Sverige. Han debuterade 1997 med novellsamlingen Det liknar ingenting. Han har publicerat prosa och lyrik samt essäer och artiklar i en mängd tidskrifter i Sverige, Finland och Norge. Han belönades av Svenska Akademien 2001 2014 och 2018 och är sedan april 2023 kulturchef på Svenska Epoch Times. 